# Intervention alliée pendant la guerre civile russe
Batailles
Mission Malleson - Intervention en Sibérie - Intervention en Russie septentrionale - Mutineries de la mer Noire - Incident de Nikolaïevsk
- Frontières de 1921

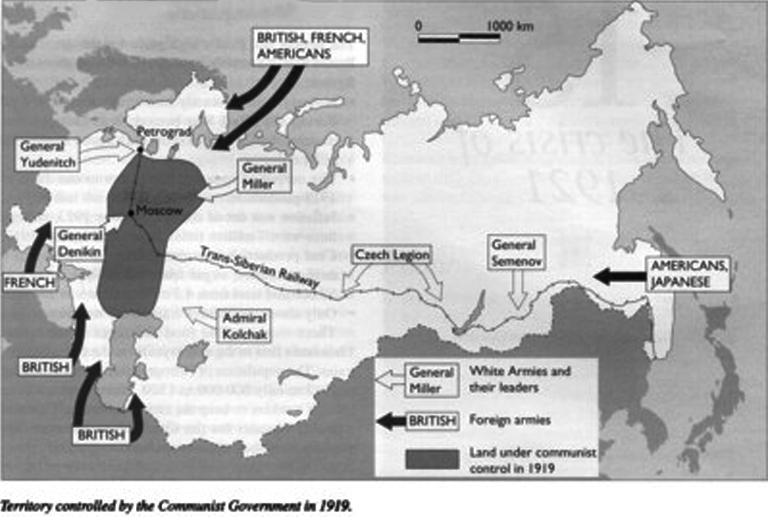
Les zones tenues par les Bolcheviks en 1919 (en gris) et les interventions alliées pour soutenir les contre-révolutionnaires.

- Zone sous le contrôle bolchevik en novembre 1918
- Avance maximale des armées blanches

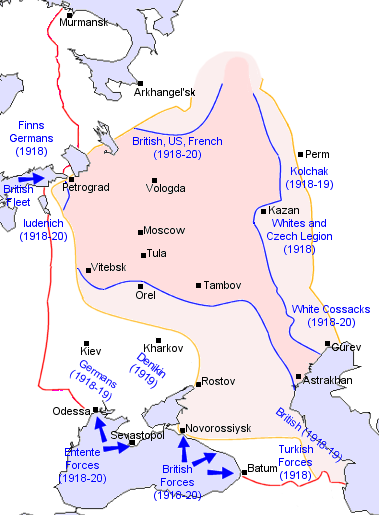
Vue d'ensemble de la partie européenne:

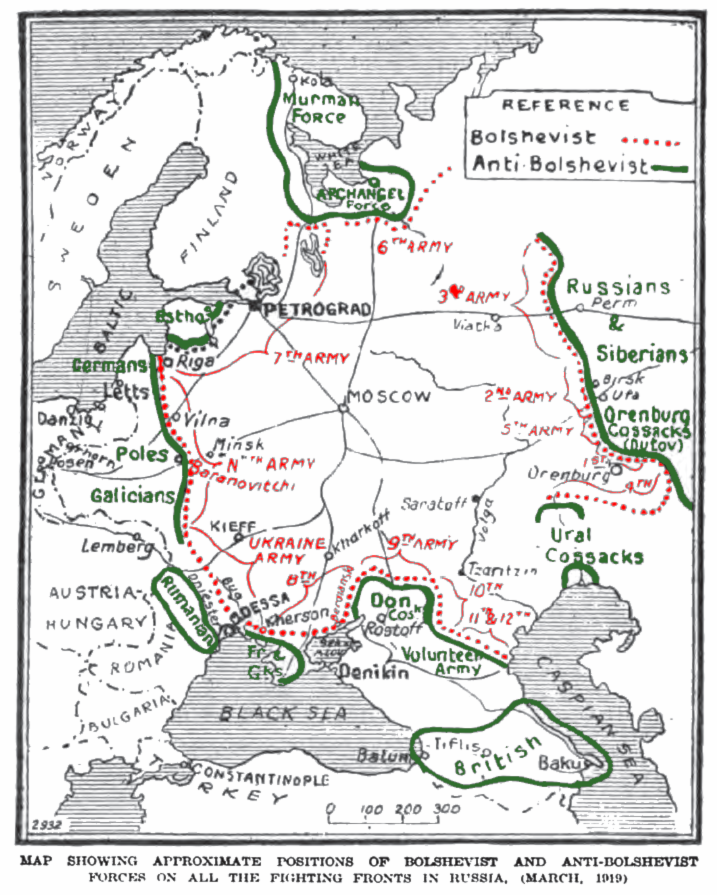
La disposition des forces expéditionnaires alliées en 1919.

Le nom d’intervention alliée pendant la guerre civile russe désigne la campagne militaire internationale des Alliés de la Première Guerre mondiale menée en Russie, en 1918-1920, pendant la Guerre civile russe pour porter assistance aux Armées blanches dans leur lutte contre les Bolcheviks, qui pour leur part tenaient l'axe essentiel Petrograd-Moscou-Astrakhan.
Depuis le traité de Brest-Litovsk du 3 mars 1918 signé par les Rouges, qui permit au Kaiser de transférer ses divisions d'Est en Ouest et ainsi de renforcer la combativité de ses troupes sur le front occidental, les dirigeants occidentaux considéraient Lénine comme un agent des « Boches », d'autant qu'il avait transité par l'Empire allemand pour rejoindre la Russie. L'intervention est conçue comme un prolongement de la lutte contre les empires centraux et leurs « complices » Bolcheviks, mais surtout, après la fin de la guerre, comme une tentative d'éradication du nouveau régime révolutionnaire et du risque de contagion qu'il représente, notamment en Europe centrale, avec la Révolution allemande de 1918-1919 et la République des Conseils de Hongrie en 1919 (qui est, elle aussi, combattue par une coalition alliée).

## Historique des opérations

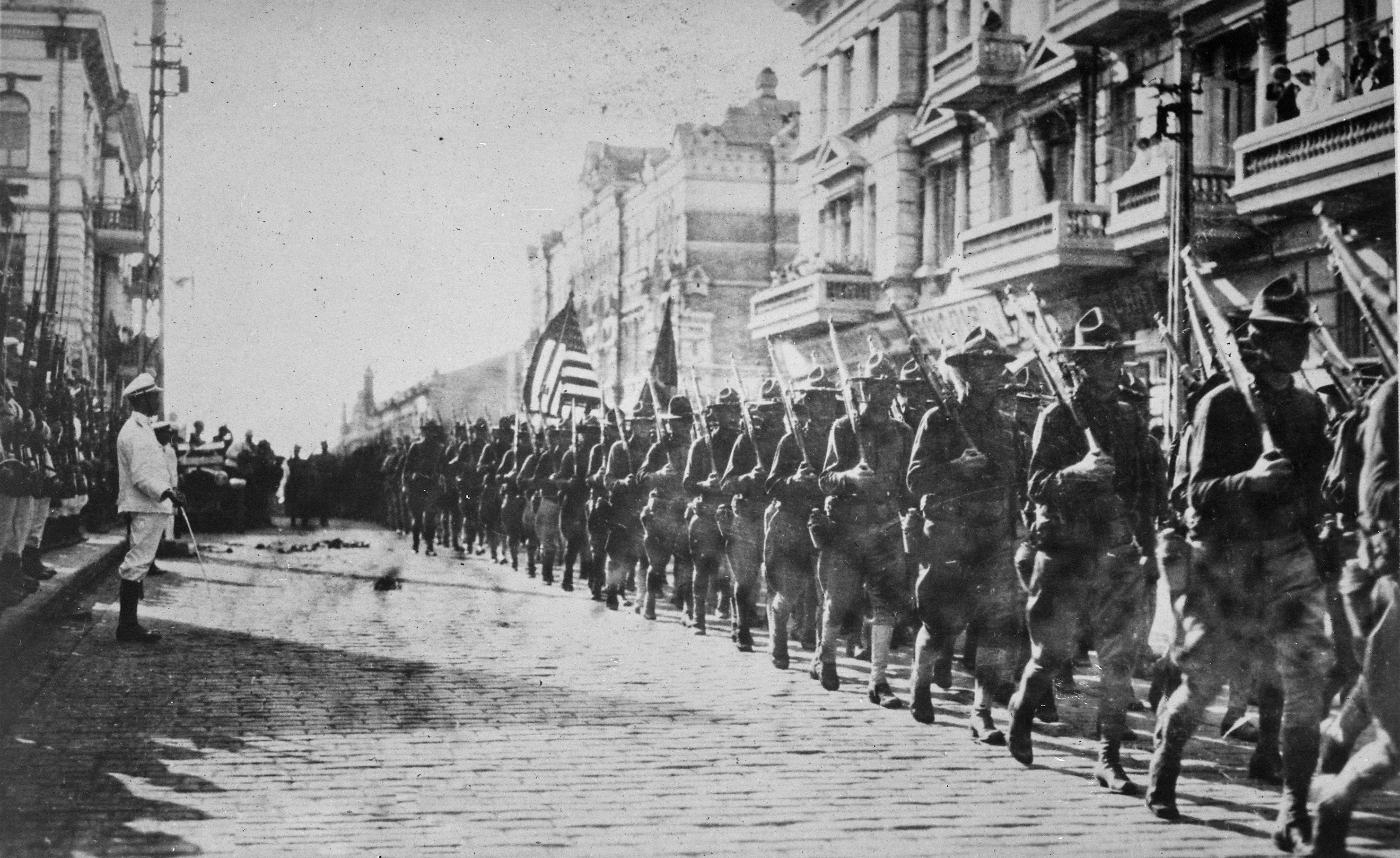
Des troupes américaines à Vladivostok défilant devant le bâtiment occupé par le personnel des Tchécoslovaques. Des marines japonais sont au garde-à-vous alors qu'ils passent. Sibérie, août 1918.

Deux fronts furent principalement ouverts par les Alliés : celui de Sibérie (août 1918-juillet 1920) et celui de Russie septentrionale (juin 1918-mars 1920).
Les opérations impliquèrent les forces de 14 nations en vue de soutenir les Armées blanches tzaristes et les indépendantistes des nations non-russes de l'ex-Empire dans leur lutte contre les bolchéviques. Toutefois, les efforts des Alliés seront marqués par la lassitude de leurs troupes, le déficit de coordination et le manque de soutien de l'opinion publique dans les pays occidentaux (y compris parmi les soldats, dont beaucoup furent sympathisants de la cause bolchevique). Dans les dernières semaines de 1918, Clemenceau décide d'une importante intervention en mer Noire pour soutenir les armées blanches dans le sud. Mais les moyens engagés fondent avec la démobilisation de l'armée française, et les troupes ne comprennent pas les motifs de cette guerre lointaine. Au printemps 1919, l'échec de l'expédition est consommé et la flotte française est secouée par une importante mutinerie. En mars 1920, les Alliés se retirent de Russie. Seul l'empire du Japon qui, le premier, avait envoyé quelques forces en Sibérie dans les premiers jours d'avril 1918 continue de soutenir les Russes blancs jusqu'en octobre 1922, date du retrait de l'Armée impériale japonaise.
La Royal Navy, dans le cadre de la guerre d'indépendance de l'Estonie, mena une brève campagne contre la Flotte de la Baltique (basée à Kronstadt) dans la Baltique sans parvenir à assurer le contrôle de Petrograd par les Russes anti-bolchéviques, qui était l'un des principaux objectifs de cette campagne. Des attaques risquées sont conduites par les vedettes lance-torpilles côtières (HM Coastal Motor Boat 4) basées à Koivisto, en Finlande, à 50 km, soutenu par des raids de bombardement de la Royal Air Force, contre les navires amarrés dans le port intérieur de Petrograd après avoir passé l'écran de destroyers de la défense bolchevique. Les champs de mines bolcheviques provoquent la majorité des pertes britanniques.
De nombreux massacres ont émaillé les combats.
Par exemple, à Odessa en février 1918, en Ukraine, alors que les Armées blanches se regroupaient et en appelaient aux Alliés pour lutter contre le Milrevkom bolchévik, le président de la république soviétique d'Odessa, Vladimir Ioudovskiy (ru) ordonna de déchaîner la terreur rouge contre quatre cents officiers de marine, exécutés à bord du croiseur Almaz, transformés en blocs de glace sur le pont à force de jets d'eau, ou jetés vivants dans la chaudière ; en ville, leurs quatre cents familles, accusées d'être « bourgeoises », furent aussi massacrées par une foule en colère rassemblée par le Milrevkom.
Deux ans plus tard, à Nikolaïevsk-sur-l'Amour dans l'Extrême-Orient russe, entre février et mars 1920, plusieurs centaines d'expatriés civils japonais, de militaires japonais et la plupart des habitants russes de la ville furent également massacrés par une troupe dirigée par le leader bolchevik local Yakov Triapitsyne. Les protestations japonaises amenèrent la Russie soviétique à renier, condamner et exécuter celui-ci en juillet 1920.

## Forces alliées déployées en Russie
- Tchécoslovaquie : 50 000 hommes dans les Légions tchéco-slovaques en Russie le long du Transsibérien[8]
- Royaume-Uni de Grande-Bretagne et d'Irlande : 40 000 hommes dans les régions d'Arkhangelsk et de Vladivostok[9]
- Japon : 28 000 hommes puis 70 000 (dans la région de Vladivostok[9],[10])
- Grèce : 23 351 hommes (partie du 1er corps d'armée, composée des 1re (en), 2e (en) et 13e divisions, commandée par le général Konstantinos Nider (en)) en Crimée, à Odessa et Kherson[11]
- Pologne : 12 000 hommes en Sibérie et à Mourmansk qui s'ajoutent aux effectifs engagés durant la guerre soviéto-polonaise soit 800 000 hommes
- États-Unis : 13 000 hommes dans les régions d'Arkhangelsk et de Vladivostok
- France : 12 000 hommes dans les régions d'Arkhangelsk, d'Odessa, de Sébastopol et en Sibérie
- Estonie : 11 500 hommes en Estonie même et dans le nord de la Russie[12])
- Canada : 5 300 hommes dans les régions d'Arkhangelsk, Mourmansk et Vladivostok
- Royaume des Serbes, Croates et Slovènes : 4 000 hommes dans la région d'Arkhangelsk
- Roumanie : 4 000 hommes en soutien à la république démocratique moldave en lutte contre la république socialiste soviétique de Bessarabie et 4 000 autres dans le corps des volontaires roumains en Russie (en), dans la région d'Arkhangelsk
- Italie : 2 500 hommes dans la région de Mourmansk et en Sibérie[9]
- République de Chine : 2 300 hommes dans la région de Vladivostok[13]
- Raj britannique : 950 hommes dans la région d'Achgabat
- Australie : 150 hommes dans la région d'Arkhangelsk